# Nephodia occulta
Nephodia occulta är en fjärilsart som beskrevs av W. Warren 1904. Nephodia occulta ingår i släktet Nephodia och familjen mätare. Inga underarter finns listade i Catalogue of Life.